# نوقاب (تربت حیدریه)
نوغاب یا نوقاب یک روستا در ایران است که در بخش مرکزی شهرستان تربت حیدریه در استان خراسان رضوی واقع شده‌است.

## جمعیت
این روستا در دهستان بالاولایت قرار دارد و براساس سرشماری مرکز آمار ایران در سال ۱۳۹۵، جمعیت آن ۱۰۵۶ نفر (۳۲۲ خانوار) بوده‌است.